# John McFall, barone McFall di Alcluith
John Francis McFall, barone McFall di Alcluith (Glasgow, 4 ottobre 1944) è un politico scozzese, Lord Speaker della Camera dei Lord dal 1º maggio 2021.
In precedenza fu Vice Presidente Speaker della Camera dei Lord dal 1 settembre 2016 al 30 aprile 2021 e membro della Camera dei comuni  per il Partito Laburista e Co-Operativo dal 1987 al 2010, prima per il collegio di Dumbarton e poi dal 2005 per quello di West Dunbartonshire. Fu inoltre Presidente del Comitato del Tesoro della Camera dei Comuni.
Il 17 giugno 2010 entrò a far parte della paria a vita con il titolo di Barone McFall di Alcluith, di Dumbarton nella contea di Dunbartonshire, e fu presentato alla Camera dei Lord il 6 luglio 2010.
Nel 2021 McFall fu eletto Lord Speaker in sostituzione di Lord Fowler.